# 米子銀行
株式会社米子銀行（よなごぎんこう）は、日本の鳥取県米子市にかつて存在した普通銀行である。

## 概要
1887年 - 1896年（明治20年代）には、米子で銀行と称すべきものは第八十二国立銀行米子支店が一行あるだけであったので、各種企業の発展のためには地元に本店を持つ銀行の創設は必須の要件であった。そのような時代の要請から県下で初めての普通銀行として創設されたのが、1894年（明治27年）2月19日に東倉吉町三十二番地に開店した米子銀行である。
当初の資本金10万円。開業当時の営業種目は、貸付金、諸預り金、手形割引、送金為替、振出手形、荷為替などで、1894年（明治27年）末の預金3万円、貸出金8万円であった。また為替取組先は、現在、山陰合同銀行に保存されている「為替取組先下札」によれば、山陰全域、山陽各地、北九州方面、近畿一円、四国の一部、北陸の一部、東京、朝鮮（釜山）など約60ヵ所であった。
『鳥取県史』近代、経済篇は、｢米子銀行の株数2000株の大部分が坂口平兵衛を中心とする同族一門の出資であったところから、“米子銀行は坂口家の事業の機関銀行であった”といっても過言でない｣と記している。
1941年（昭和16年）に松江銀行と合併し山陰合同銀行となった。

## 役員

### 『日本全国諸会社役員録 明治28年』
初代役員は以下の通り。
- 頭取・坂口平兵衛[4]
- 取締役・野坂茂三郎[注 1]、名島嘉吉郎、衣笠光遠[4]
- 監査役・松村吉太郎、門脇重雄[注 2]、住田善平[注 3][4]

### 『日本全国諸会社役員録 明治29年』
- 頭取・坂口平兵衛[5]
- 取締役・野坂茂三郎、名島嘉吉郎、木村吉兵衛[5]
- 監査役・松村吉太郎、門脇重綾、住田善平[5]

### 『日本全国諸会社役員録 明治31年』
- 頭取・坂口平兵衛[6]
- 取締役・野坂茂三郎、名島嘉吉郎、木村吉兵衛[6]
- 監査役・松村吉太郎、津田伊平、稲田秀太郎[6]

### 『日本全国諸会社役員録 明治34年』
- 頭取・坂口平兵衛[7]
- 取締役・野坂茂三郎、名島嘉吉郎、木村吉兵衛、益尾吉太郎[7]
- 監査役・松村吉太郎、野波令蔵、稲田秀太郎[7]

### 『日本全国諸会社役員録 明治36年』
- 頭取・坂口平兵衛[8]
- 取締役・野坂茂三郎、名島嘉吉郎、木村吉兵衛、益尾吉太郎[8]
- 監査役・野波令蔵、稲田秀太郎、門脇元右衛門[8]

### 『日本全国諸会社役員録 明治42年』
- 取締役頭取・坂口平兵衛[9]
- 取締役・野坂茂三郎、益尾吉太郎、名島庄三郎[9]
- 監査役・稲田秀太郎、長田吉太郎、中川藤吉[9]

### 『日本全国諸会社役員録 第32回』
- 頭取・坂口平兵衛[10]
- 常務取締役・仙田定太郎[10]
- 取締役・小原延衛、名島嘉吉郎、庄司廉、門脇才蔵、坂口豊蔵、奥野政次郎、金藤英夫、佐藤文造、米垣二伯[10]
- 監査役・長田吉太郎、中村藤吉、入沢茂三治[10]

### 『日本全国諸会社役員録 第38回』
- 頭取・坂口平兵衛[11]
- 常務取締役・仙田定太郎[11]
- 取締役・名島嘉吉郎、庄司廉、門脇才蔵、奥野政次郎、金藤英夫、河本猷蔵、神庭政七[11]
- 常任監査役・米垣二伯[11]
- 監査役・長田吉太郎、入沢茂三治、中村茂一郎[11]

### 『日本全国銀行会社録 第47回』
- 頭取・坂口平兵衛[12]
- 副頭取・仙田定太郎[12]
- 常務取締役・金藤英夫[12]
- 取締役・庄司廉、門脇才蔵、奥野政次郎、河本猷蔵、坂口武市、今井兼文[12]
- 常務監査役・入沢茂三治[12]
- 監査役・中村茂一郎[12]

## 大株主氏名及持株数

### 『銀行会社要録 附・役員録 第25版』
- 坂口平兵衛 1804[13]
- 庄司廉 1011[13]
- 名島嘉吉郎 683[13]

### 『銀行会社要録 附・役員録 第27版』
- 坂口合名会社 4232[14]
- 庄司廉 2042[14]
- 名島嘉吉郎 1436[14]
- 野坂茂三郎 1386[14]
- 門脇才蔵 1338[14]

## その他
元米子市長野坂寛治によれば「合同銀行米子支店は、元米子銀行本店の建物で、播磨屋呉服店跡に建った。」という。

## 史料（『山陰合同銀行史』）
同行創立前後の状況について、大正9年（1920年）発行の新築記念株式会社米子銀行営業案内は次のように述べている。
「當時山陰地方殊に伯耆地方にありては商工業稍（やや）振興せりと雖も金融機関未だ備らず、ただ第八十二國立銀行支店の營業せしものなきに非ざりしも地方商人の取引頗る稀にして、商業取引上最も密接の關係を有する為替取組甚だ不便にして、多くは坂口商店などの手を煩し僅に処辧も得たるに過ぎず。
されば地方商估の銀行を要望する念頗る切なるものあり、その設立の機運既に熟しければ、遂に明治二十六年十一月當時の米子商工會會頭坂口平兵衛氏の主唱の下に、同氏並に野坂茂三郎氏外数人發起人となりて、株式二千株、株主七十五名より成る所の唯一私立銀行企画せられ、翌年一月設立免許を受け、株式會社米子銀行として營業を開始せり。是を當行の起源とす。然るに當行創立早々二十七、八年戰役起りしかば、進んで軍事公債の應募をなして其信用を博し、戦後財界の變動に遭遇せしもよくその任務をあやまらず、以て地方金融界に貢献する所ありたり。」